# Salita dei Monti Iblei
La Salita dei Monti Iblei è una competizione automobilistica che si tiene ogni anno a Chiaramonte Gulfi, nel Libero consorzio comunale di Ragusa. È una gara del tipo cronoscalata ed è una prova valida per il Trofeo italiano velocità montagna-sud. È organizzata dal Comune di Chiaramonte Gulfi, in collaborazione all'Associazione "Cinquecentisti Chiaramontani" sotto il patrocinio dell'Automobile Club d'Italia di Ragusa.

## L'evento
La gara si svolge ogni anno sui tornanti del Monte Arcibessi. Recentemente il percorso è stato leggermente allungato, questo ha permesso alla gara di essere riconosciuta come valida per il Trofeo italiano velocità montagna-sud, il campionato siciliano di velocità in salita e il campionato siciliano di velocità in salita per auto storiche,
permettendo anche un migliore afflusso turistico, soprattutto a chi arriva dalle zone limitrofe come Ragusa, Modica, Vittoria o dai comuni montani vicini come Giarratana e Monterosso Almo, ma anche da altre aree.
In Piazza Duomo a Chiaramonte Gulfi, è possibile degustare piatti tipici siciliani grazie alle associazioni locali che aderiscono all'iniziativa (Associazione Contrada Muti, Associazione Contrada Piano dell’Acqua e Associazione giovanile di Roccazzo).

## Punti del percorso di gara
Il percorso, con i suoi otto chilometri e mezzo, parte sulla strada provinciale 7, che si trova tra il territorio di Comiso, il comune di Chiaramonte Gulfi e la sua frazione di Roccazzo, con passaggio sulla s.p. 108. L'arrivo è lungo la s.p. 8 (al km 4+750). Il dislivello, tra il punto di partenza e quello d'arrivo, è di a 478 metri, la pendenza media è invece del 4,8%.
Simbolo della corsa è l'edicola votiva “quadrifronte”, nella contrada Quattro Cappelle.

## Vincitori assoluti (recenti)

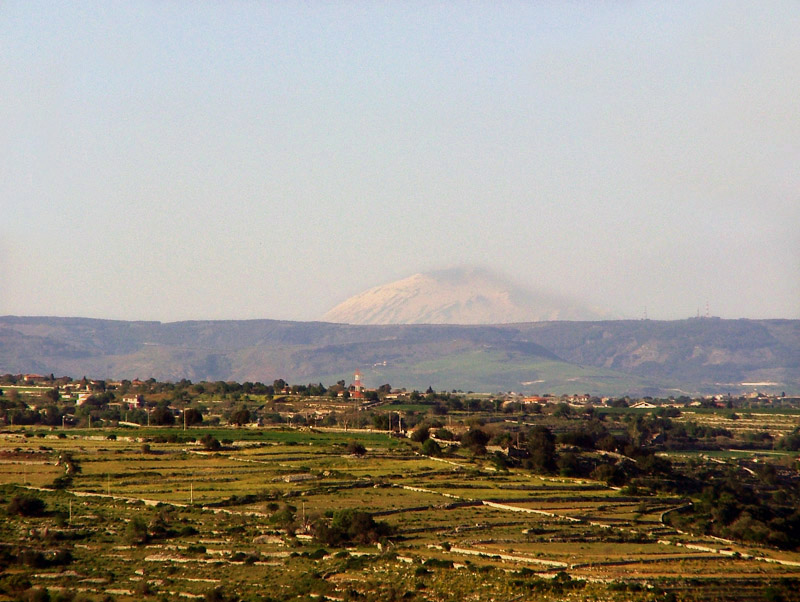
Panorama ibleo

La tabella seguente mostra i vincitori della Salita dei Monti Iblei o Coppa Monti Iblei:

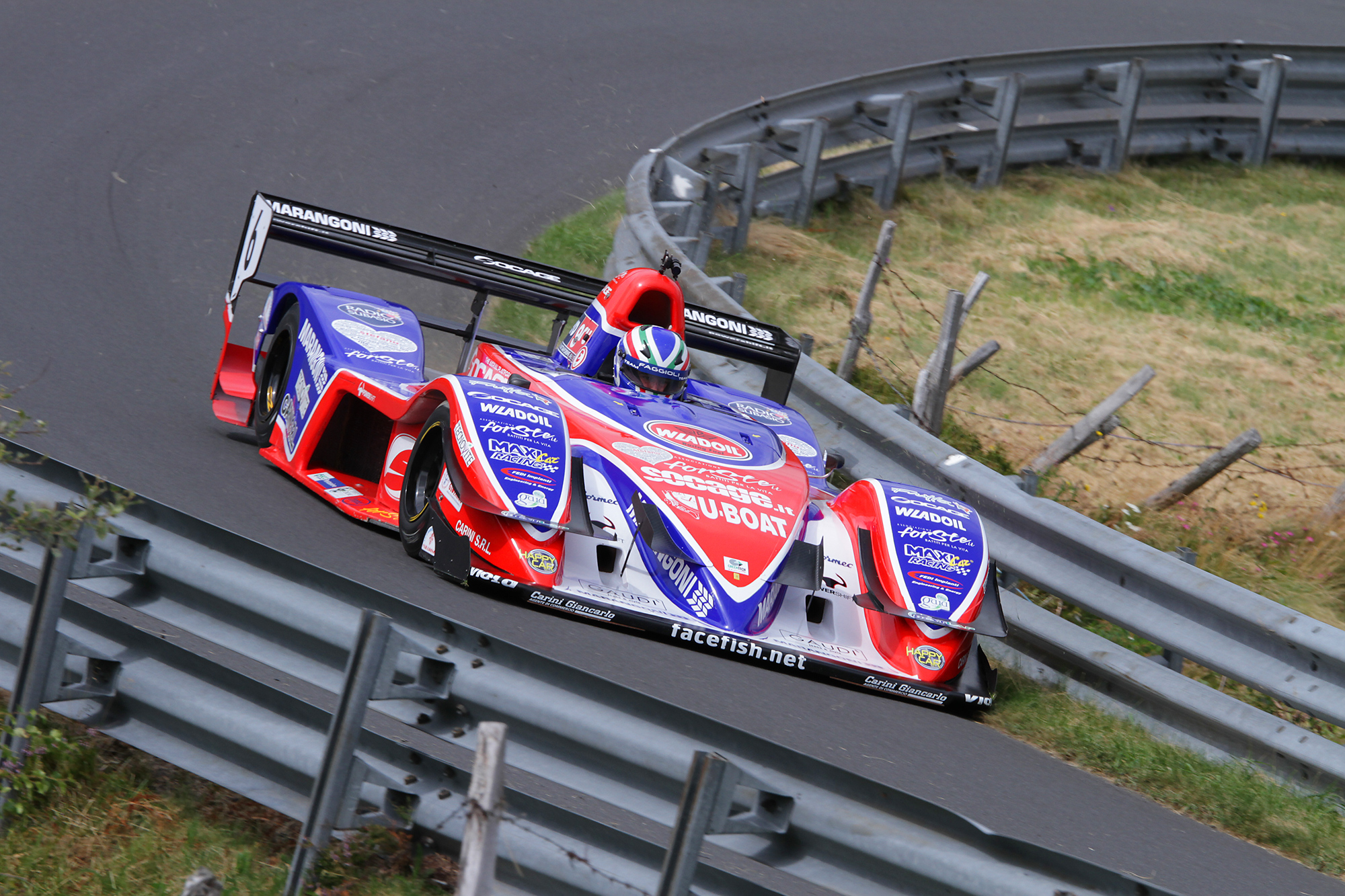
Osella FA30

- 2004	Giovanni Cassibba		Osella BMW
- 2005	Giovanni Cassibba		Osella BMW
- 2006	Carmelo Scaramozzino		Breda Racing/ BMW
- 2007	Luigi Bruccoleri		Osella PA21/S
- 2008	Rocco Aiuto		        Osella PA20/S
- 2009	Salvatore Tavano		Tatuus Master
- 2010	Salvatore Tavano		Tatuus Master
- 2011	Luigi Bruccoleri		Osella PA27
- 2012	Domenico Scola jr.		Osella PA21/S
- 2014	Domenico Cubeda		        Osella PA2000
- 2015	Domenico Cubeda		        Osella PA2000
- 2016	Domenico Cubeda		        Osella PA2000
- 2017	Domenico Cubeda		        Osella FA30	Zytek[1]
- 2018	Domenico Cubeda		        Osella FA30 Zytek[1]
- 2019	Domenico Cubeda		        Osella FA30 Zytek[8]
- 2020  Non disputata a causa della pandemia da Covid-19
- 2021  Domenico Cubeda   Osella FA30 Zytek
- 2022	Francesco Conticelli Nova Proto NP01 Zytek
- 2023 Franco Caruso Nova Proto NP01/3000
- 2024 Franco Caruso    Nova Proto Np01 Zytec